# Liste der Biografien/Elr
Liste der Biografien |
Portal Biografien |
Personensuche
# |
A |
B |
C |
D |
E |
F |
G |
H |
I |
J |
K |
L |
M |
N |
O |
P |
Q |
R |
S |
T |
U |
V |
W |
X |
Y |
Z |
?
 
Ea |
Eb |
Ec |
Ed |
Ee |
Ef |
Eg |
Eh |
Ei |
Ej |
Ek |
El |
Em |
En |
Eo |
Ep |
Eq |
Er |
Es |
Et |
Eu |
Ev |
Ew |
Ex |
Ey |
Ez
 
Ela |
Elb |
Elc |
Eld |
Ele |
Elf |
Elg |
Elh |
Eli |
Elj |
Elk |
Ell |
Elm |
Eln |
Elo |
Elp |
Elr |
Els |
Elt |
Elu |
Elv |
Elw |
Ely |
Elz
Die Liste der Biografien führt alle Personen auf, die in der deutschsprachigen Wikipedia einen Artikel haben. Dieses ist eine Teilliste mit 10 Einträgen von Personen, deren Namen mit den Buchstaben „Elr“ beginnt.

## Elr

### Elri
- Elriani, Laurent (* 1976), französischer Squashspieler
- Elriani, Linda (* 1971), englische Squashspielerin
- Elrich, Ahmad (* 1981), australischer Fußballspieler
- Elrick, Mark (* 1967), neuseeländischer Fußballspieler, -trainer und Sportkommentator
- Elrington, John († 1483), englischer Ritter
- Elrington, Wilfred (* 1948), belizischer Politiker

### Elro
- Elrod, P. N. (* 1954), US-amerikanische Autorin von Fantasy-Literatur
- Elrod, Samuel H. (1856–1935), US-amerikanischer Politiker
- Elrod, Scott (* 1975), US-amerikanischer SchauspielerScott Elrod (* 1975)

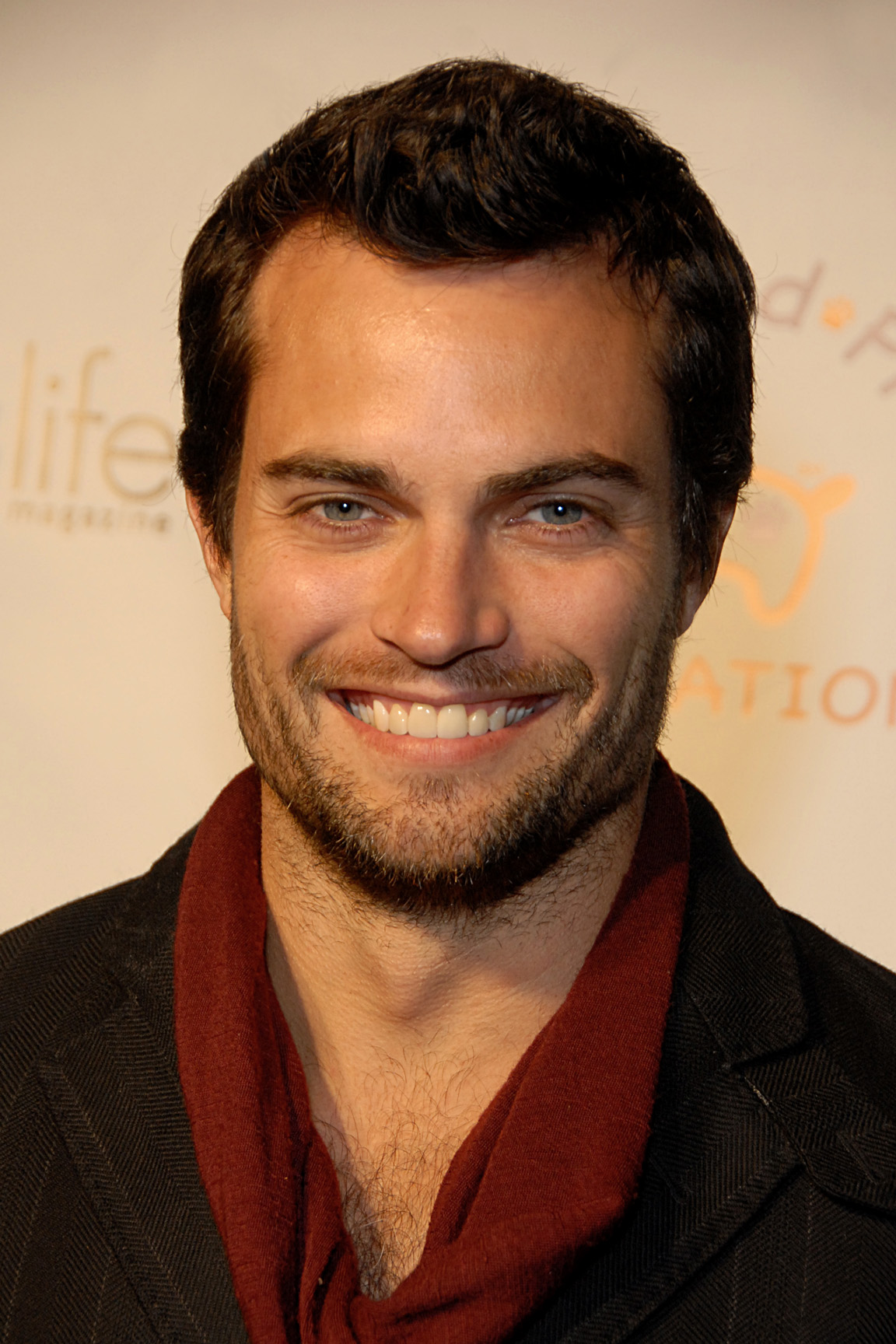
Scott Elrod (* 1975)

- Elron, Gad (1918–2013), israelischer Diplomat